# Pajar
Pajar is een bestuurslaag in het regentschap Aceh Jaya van de provincie Atjeh, Indonesië. Pajar telt 649 inwoners (volkstelling 2010).